# Carapa
Carapa Aubl. è un genere di piante della famiglia delle Meliacee.

## Tassonomia
Il genere comprende le seguenti specie:
- Carapa akuri Poncy, Forget & Kenfack
- Carapa alticola Kenfack & Á.J.Pérez
- Carapa amorphocarpa W.Palacios
- Carapa angustifolia Harms
- Carapa batesii C.DC.
- Carapa dinklagei Harms
- Carapa gogo A.Chev. ex Kenfack
- Carapa grandiflora Sprague
- Carapa guianensis Aubl.
- Carapa hygrophila Harms
- Carapa littoralis Kenfack
- Carapa llanocarti Kenfack
- Carapa longipetala Kenfack
- Carapa macrantha Harms
- Carapa megistocarpa A.H.Gentry & Dodson
- Carapa microcarpa A.Chev.
- Carapa nicaraguensis C.DC.
- Carapa pariensis Kenfack
- Carapa parviflora Harms
- Carapa planadensis Kenfack
- Carapa procera DC.
- Carapa surinamensis Miq.
- Carapa vasquezii Kenfack
- Carapa velutina C.DC.
- Carapa wohllebenii Eb.Fisch., Killmann, Leh & S.B.Janssens